# 일류신 Il-2
일류신Il-2 "슈투르모빅"은 지상공격기이다. 독일군은 흑사병이라고 불렀다.

## 같이 보기
- 일류신 Il-10
- 융커스 Ju 87